# 章集街道
章集街道是中华人民共和国江苏省宿迁市沭阳县下辖的一个街道办事处。

## 建置沿革
- 2013年7月16日，江苏省人民政府批复同意撤销沭城镇，以原沭城镇章集、任码、长兴、老戚庄、跃进、张刘、葛老、小穆庄、大沈庄、武河、何杨11个居委会区域设立章集街道办事处，街道办事处驻章集居委会店东路1号[2]。
- 2021年3月2日，撤销章集街道、东小店乡，设立新的章集街道。以原章集街道、东小店乡的行政区域为新的章集街道行政区域。[3]

## 行政区划
章集街道下辖以下村级行政区划单位：
章集社区、任码社区、长兴社区、老戚庄社区、跃进社区、大沈庄社区、武河社区、何杨社区、张刘社区、葛老社区和小穆庄社区。